# Stazione di Costigliole d’Asti
Stazione di Costigliole d’Asti vasútállomás Olaszországban, Costigliole d’Asti településen.

## Vasútvonalak
Az állomást az alábbi vasútvonalak érintik:
- Alessandria–Cavallermaggiore-vasútvonal

## Kapcsolódó állomások
A vasútállomáshoz az alábbi állomások vannak a legközelebb:
- Calosso-Castiglione Tinella railway halt
- Stazione di Castagnole delle Lanze